# Saint-Martin-des-Bois
Saint-Martin-des-Bois är en kommun i departementet Loir-et-Cher i regionen Centre-Val de Loire i de centrala delarna av Frankrike. Kommunen ligger i kantonen Montoire-sur-le-Loir som tillhör arrondissementet Vendôme. År 2022 hade Saint-Martin-des-Bois 587 invånare.

## Befolkningsutveckling
Antalet invånare i kommunen Saint-Martin-des-Bois
| Referens: INSEE |